# Puchar Europy w Chodzie Sportowym 2017
12. Puchar Europy w Chodzie Sportowym – zawody lekkoatletyczne w chodzie sportowym, które odbyły się 21 maja 2017 w czeskich Podiebradach.
Polska reprezentacja liczyła 14 zawodników, po siedmiu każdej z płci. Po raz drugi w historii, a po raz pierwszy od 2001 roku Polska nie wystawiła zawodnika w chodzie na 50 kilometrów.

## Rezultaty

### Mężczyźni
| Konkurencja:                       | 1. miejsce                                                      | Rezultat   | 2. miejsce                                                       | Rezultat   | 3. miejsce                                                          | Rezultat   |
| Chód na 10 km juniorów             | Leo Köpp                                                        | 41:08 PB   | Mikita Kaliada                                                   | 41:19 PB   | Łukasz Niedziałek                                                   | 41:28 PB   |
| Chód na 10 km juniorów (drużynowo) | Ukraina · Wiktor Szumik · Eduard Zabużenko                      | 28 pkt.    | Francja · David Kuster · Justin Bournier                         | 33 pkt.    | Niemcy · Leo Köpp · Johannes Frenzl                                 | 37 pkt.    |
| Chód na 20 km                      | Christopher Linke                                               | 1:19:28    | Miguel Ángel López                                               | 1:20:21 SB | Perseus Karlström                                                   | 1:20:40 SB |
| Chód na 20 km (drużynowo)          | Hiszpania · Miguel Ángel López · Diego García · Manuel Bermúdez | 30 pkt.    | Niemcy · Christopher Linke · Nils Brembach · Hagen Pohle         | 35 pkt.    | Irlandia · Alex Wright · Robert Heffernan · Cian McManamon          | 45 pkt.    |
| Chód na 50 km                      | Iwan Banzeruk                                                   | 3:48:15 SB | Ihor Hławan                                                      | 3:48:38 SB | Michele Antonelli                                                   | 3:49:07 PB |
| Chód na 50 km (drużynowo)          | Ukraina · Iwan Banzeruk · Ihor Hławan · Marjan Zakalnycki       | 9 pkt.     | Włochy · Michele Antonelli · Teodorico Caporaso · Andrea Agrusti | 19 pkt.    | Hiszpania · Francisco Arcilla · Iván Pajuelo · Luís Manuel Corchete | 34 pkt.    |

### Kobiety
| Konkurencja:                       | 1. miejsce                                                                | Rezultat   | 2. miejsce                                                          | Rezultat   | 3. miejsce                                                                           | Rezultat   |
| Chód na 10 km juniorek             | Jana Smierdowa                                                            | 46:39 SB   | Meryem Bekmez                                                       | 46:48      | Teresa Zurek                                                                         | 46:51      |
| Chód na 10 km juniorek (drużynowo) | Hiszpania · Marina Peña · Irene Montejo · Antia Chamosa                   | 10 pkt.    | Grecja · Sofia Alikanioti · Dimitra Bohori · Atanasia Wetsi         | 12 pkt.    | Niemcy · Teresa Zurek · Julia Richter · Julia Henze                                  | 14 pkt.    |
| Chód na 20 km                      | Antonella Palmisano                                                       | 1:27:57 SB | Ana Cabecinha                                                       | 1:29:44 SB | Laura García-Caro                                                                    | 1:29:57 SB |
| Chód na 20 km (drużynowo)          | Hiszpania · Laura García-Caro · María Pérez García · Lidia Sánchez-Puebla | 18 pkt.    | Włochy · Antonella Palmisano · Valentina Trapletti · Nicole Colombi | 34 pkt.    | Litwa · Brigita Virbalytė-Dimšienė · Živilė Vaiciukevičiūtė · Monika Vaiciukevičiūtė | 36 pkt.    |